# NASCAR Sprint Cup Series de 2008
A Temporada da NASCAR Sprint Cup Series de 2008 foi a 60º edição da Nascar, com 36 etapas disputadas o campeão foi Jimmie Johnson.

## Calendário
| N.                         | Data   | Corrida                                   | Circuito                        | Vencedor           | Segundo            | Terceiro           |
| 1                          | 17-feb | Daytona 500                               | Daytona International Speedway  | Ryan Newman        | Kurt Busch         | Tony Stewart       |
| 2                          | 25-feb | Auto Club 500                             | Auto Club Speedway              | Carl Edwards       | Jimmie Johnson     | Jeff Gordon        |
| 3                          | 2-mrt  | UAW-Daimler Dodge 400                     | Las Vegas Motor Speedway        | Carl Edwards       | Dale Earnhardt Jr. | Greg Biffle        |
| 4                          | 9-mrt  | Kobalt Tools 500                          | Atlanta Motor Speedway          | Kyle Busch         | Tony Stewart       | Dale Earnhardt Jr. |
| 5                          | 16-mrt | Food City 500                             | Bristol Motor Speedway          | Jeff Burton        | Kevin Harvick      | Clint Bowyer       |
| 6                          | 30-mrt | Goody's Cool Orange 500                   | Martinsville Speedway           | Denny Hamlin       | Jeff Gordon        | Jeff Burton        |
| 7                          | 6-apr  | Samsung 500                               | Texas Motor Speedway            | Carl Edwards       | Jimmie Johnson     | Kyle Busch         |
| 8                          | 12-apr | Subway Fresh Fit 500                      | Phoenix International Raceway   | Jimmie Johnson     | Clint Bowyer       | Denny Hamlin       |
| 9                          | 27-apr | Aaron's 499                               | Talladega Superspeedway         | Kyle Busch         | Juan Pablo Montoya | Denny Hamlin       |
| 10                         | 3-mei  | Crown Royal 400                           | Richmond International Raceway  | Clint Bowyer       | Kyle Busch         | Mark Martin        |
| 11                         | 10-mei | Dodge Challenger 500                      | Darlington Raceway              | Kyle Busch         | Carl Edwards       | Jeff Gordon        |
| 12                         | 25-mei | Coca-Cola 600                             | Lowe's Motor Speedway           | Kasey Kahne        | Greg Biffle        | Kyle Busch         |
| 13                         | 1-jun  | Autism Speaks 400                         | Dover International Speedway    | Kyle Busch         | Carl Edwards       | Greg Biffle        |
| 14                         | 8-jun  | Pocono 500                                | Pocono Raceway                  | Kasey Kahne        | Brian Vickers      | Denny Hamlin       |
| 15                         | 15-jun | LifeLock 400                              | Michigan International Speedway | Dale Earnhardt Jr. | Kasey Kahne        | Matt Kenseth       |
| 16                         | 22-jun | Toyota/Save Mart 350                      | Infineon Raceway                | Kyle Busch         | David Gilliland    | Jeff Gordon        |
| 17                         | 29-jun | Lenox Industrial Tools 301                | New Hampshire Motor Speedway    | Kurt Busch         | Michael Waltrip    | J. J. Yeley        |
| 18                         | 5-jul  | Coke Zero 400                             | Daytona International Speedway  | Kyle Busch         | Carl Edwards       | Matt Kenseth       |
| 19                         | 12-jul | LifeLock.com 400                          | Chicagoland Speedway            | Kyle Busch         | Jimmie Johnson     | Kevin Harvick      |
| 20                         | 27-jul | Brickyard 400                             | Indianapolis Motor Speedway     | Jimmie Johnson     | Carl Edwards       | Denny Hamlin       |
| 21                         | 3-aug  | Pennsylvania 500                          | Pocono Raceway                  | Carl Edwards       | Tony Stewart       | Jimmie Johnson     |
| 22                         | 10-aug | Centurion Boats at the Glen               | Watkins Glen International      | Kyle Busch         | Tony Stewart       | Marcos Ambrose     |
| 23                         | 17-aug | 3M Performance 400                        | Michigan International Speedway | Carl Edwards       | Kyle Busch         | David Ragan        |
| 24                         | 23-aug | Sharpie 500                               | Bristol Motor Speedway          | Carl Edwards       | Kyle Busch         | Denny Hamlin       |
| 25                         | 31-aug | Pepsi 500                                 | Auto Club Speedway              | Jimmie Johnson     | Greg Biffle        | Denny Hamlin       |
| 26                         | 6-sep  | Chevy Rock & Roll 400                     | Richmond International Raceway  | Jimmie Johnson     | Tony Stewart       | Denny Hamlin       |
| Chase for the Championship |        |                                           |                                 |                    |                    |                    |
| 27                         | 14-sep | Sylvania 300                              | New Hampshire Motor Speedway    | Greg Biffle        | Jimmie Johnson     | Carl Edwards       |
| 28                         | 21-sep | Camping World RV 400                      | Dover International Speedway    | Greg Biffle        | Matt Kenseth       | Carl Edwards       |
| 29                         | 28-sep | Camping World RV 400 presented by Coleman | Kansas Speedway                 | Jimmie Johnson     | Carl Edwards       | Greg Biffle        |
| 30                         | 5-okt  | AMP Energy 500                            | Talladega Superspeedway         | Tony Stewart       | Paul Menard        | David Ragan        |
| 31                         | 11-okt | Bank of America 500                       | Lowe's Motor Speedway           | Jeff Burton        | Kasey Kahne        | Kurt Busch         |
| 32                         | 19-okt | TUMS QuikPak 500                          | Martinsville Speedway           | Jimmie Johnson     | Dale Earnhardt Jr. | Carl Edwards       |
| 33                         | 26-okt | Pep Boys Auto 500                         | Atlanta Motor Speedway          | Carl Edwards       | Jimmie Johnson     | Denny Hamlin       |
| 34                         | 2-nov  | Dickies 500                               | Texas Motor Speedway            | Carl Edwards       | Jeff Gordon        | Jamie McMurray     |
| 35                         | 9-nov  | Quicken Loans Race for Heroes 500         | Phoenix International Raceway   | Jimmie Johnson     | Kurt Busch         | Jamie McMurray     |
| 36                         | 16-nov | Ford 400                                  | Homestead-Miami Speedway        | Carl Edwards       | Kevin Harvick      | Jamie McMurray     |

## Classificação final - Top 12

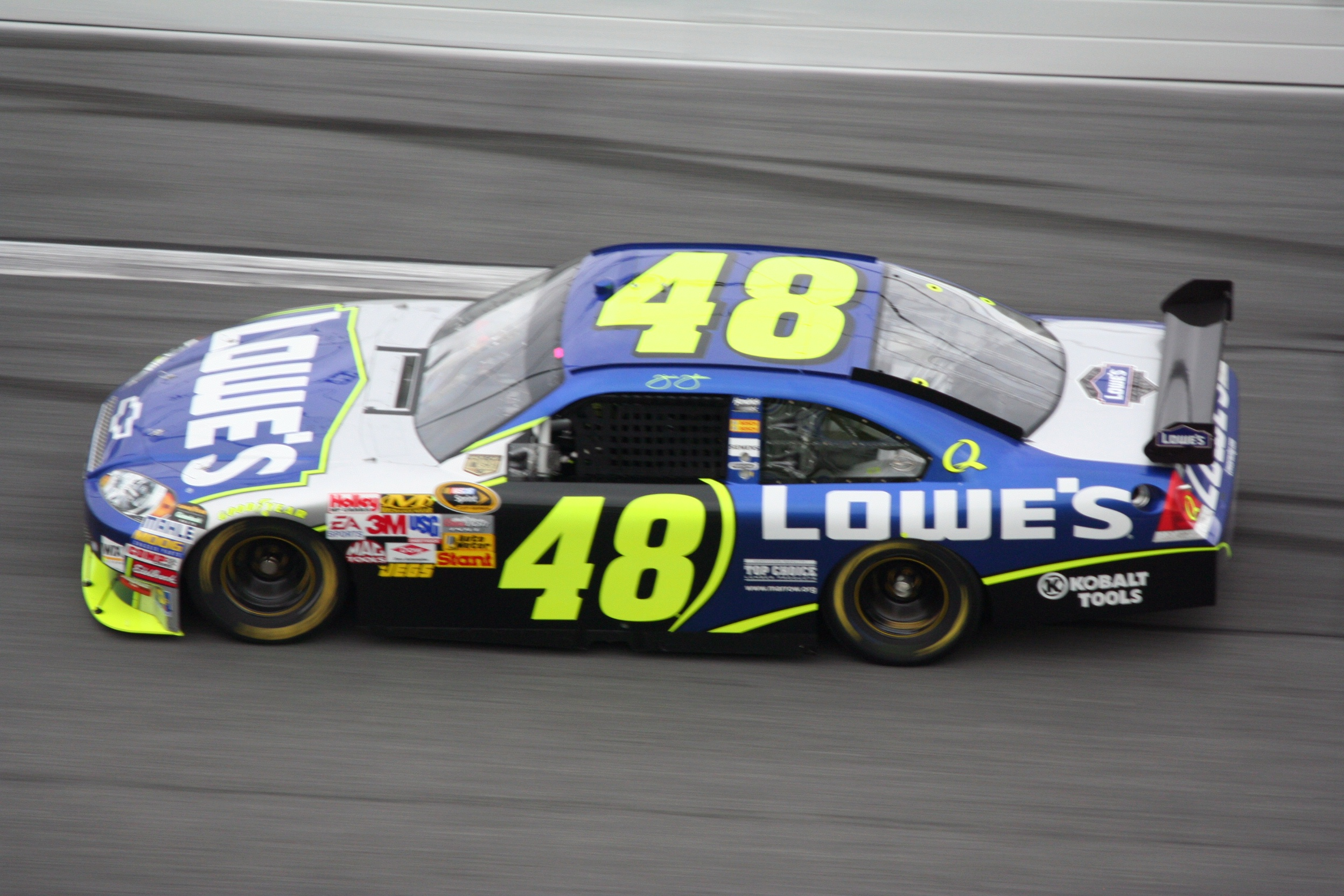
Jimmie Johnson com Chevrolet Impala em 2008.

|    | Piloto             | Time                     | Auto      | V | Pts  |
| -- | ------------------ | ------------------------ | --------- | - | ---- |
| 1  | Jimmie Johnson     | Hendrick Motorsports     | Chevrolet | 7 | 6684 |
| 2  | Carl Edwards       | Roush Fenway Racing      | Ford      | 9 | 6615 |
| 3  | Greg Biffle        | Roush Fenway Racing      | Ford      | 2 | 6467 |
| 4  | Kevin Harvick      | Richard Childress Racing | Chevrolet | 0 | 6408 |
| 5  | Clint Bowyer       | Richard Childress Racing | Chevrolet | 1 | 6381 |
| 6  | Jeff Burton        | Richard Childress Racing | Chevrolet | 2 | 6335 |
| 7  | Jeff Gordon        | Hendrick Motorsports     | Chevrolet | 0 | 6316 |
| 8  | Denny Hamlin       | Joe Gibbs Racing         | Toyota    | 1 | 6214 |
| 9  | Tony Stewart       | Joe Gibbs Racing         | Toyota    | 1 | 6202 |
| 10 | Kyle Busch         | Joe Gibbs Racing         | Toyota    | 8 | 6186 |
| 11 | Matt Kenseth       | Roush Fenway Racing      | Ford      | 0 | 6184 |
| 12 | Dale Earnhardt Jr. | Hendrick Motorsports     | Chevrolet | 1 | 6127 |